# Suzuki Junya (1996)
Suzuki Junya (sinh ngày 7 tháng 1 năm 1996) là một cầu thủ bóng đá người Nhật Bản.

## Sự nghiệp câu lạc bộ
Suzuki Junya hiện đang chơi cho Fujieda MYFC.